# Amahuaka santaelensis
Amahuaka santaelensis är en insektsart som beskrevs av Nielson 1995. Amahuaka santaelensis ingår i släktet Amahuaka och familjen dvärgstritar. Inga underarter finns listade i Catalogue of Life.